# Alfonso Segovia
Alfonso Segovia Segovia ( Jerez de la Frontera, 6 de octubre de 1945) es un jinete español. Fue campeón de España en 1970, 1971, 1977, 1978 y 1979.

## Participaciones en Juegos Olímpicos
- Múnich 1972, octavo en salto individual y séptimo en salto por equipos.
- Montreal 1976, sexto en salto por equipos.